# Viadukt Muldenhütten
Der Viadukt Muldenhütten ist eine Eisenbahnbrücke auf dem Gebiet der Gemeinde Bobritzsch-Hilbersdorf und der Stadt Freiberg in Sachsen. Er überführt bei Muldenhütten die Bahnstrecke Dresden–Werdau über das Tal der Freiberger Mulde und ist ein Kulturdenkmal.

## Geographie

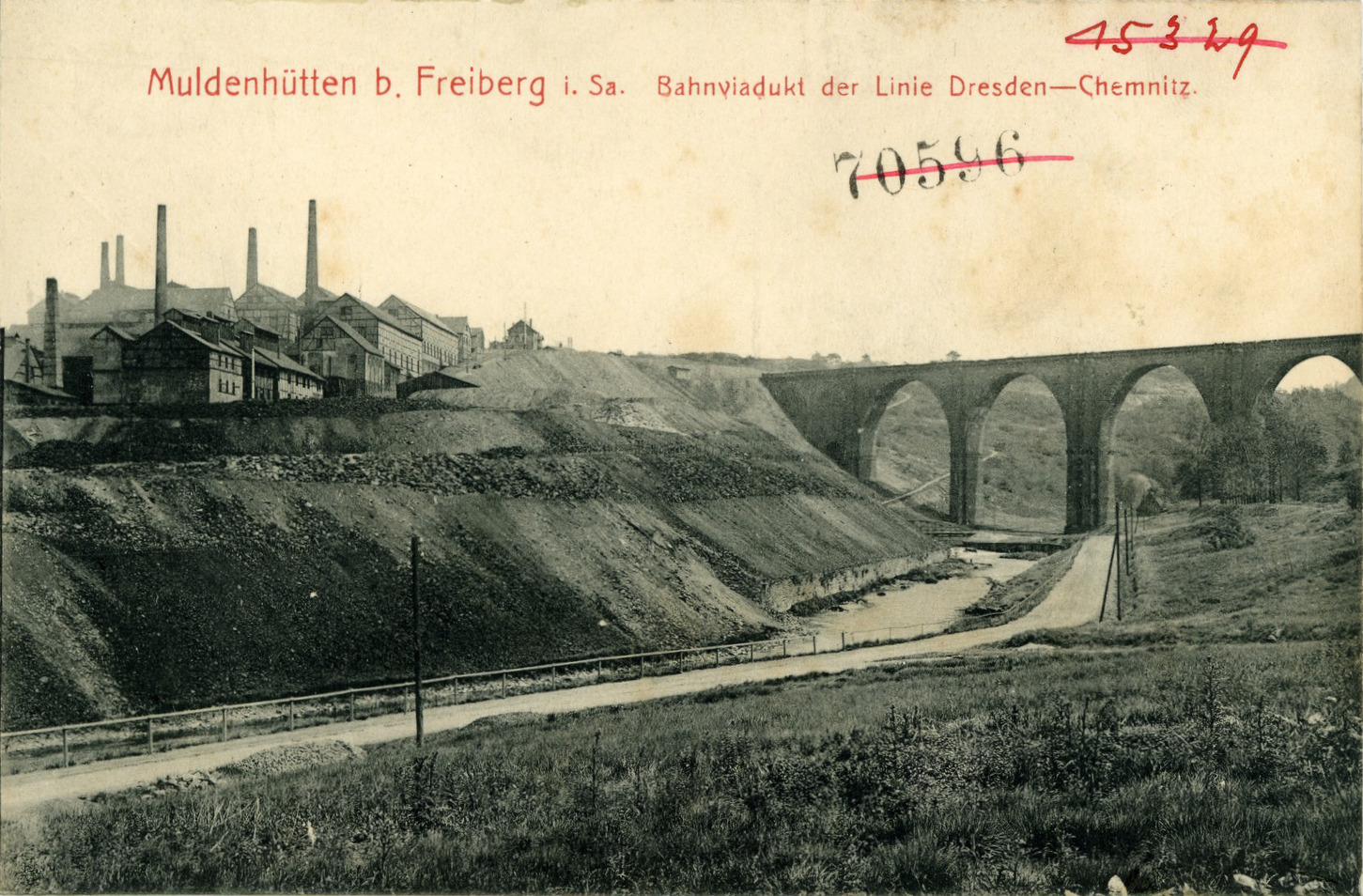
Unmittelbar am Viadukt lagen die namensgebenden Muldenhütten zur Verarbeitung der im Freiberger Revier geförderten Erze. Auf dem Areal wurde Ende der 1980er Jahre eine neue Bleihütte aufgebaut. (1907)

Die Brücke führt die zweigleisige Bahnstrecke Dresden–Werdau (Streckenkürzel DW, Streckennummer 6258) über die Freiberger Mulde. Sie befindet sich unmittelbar südlich des Industriegebiets Muldenhütten in einem etwa von Südwest nach Nordost verlaufenden Streckenabschnitt bei Kilometer 36,49 (von Dresden aus gemessen), südlich der Bahnstation Muldenhütten, und erstreckt sich über die Gemeinden Freiberg, Stadt, Ortsteil Freiberg, Gemarkung Zug, Flurstücke 447/1 (Freiberger Mulde), 448, 449 (Kunstgraben), 450 sowie Bobritzsch-Hilbersdorf, Ortsteil Hilbersdorf, Flurstück 450/3. Die Strecke befindet sich dort auf einer Höhe von 390 m über dem Meeresspiegel.

## Geschichte

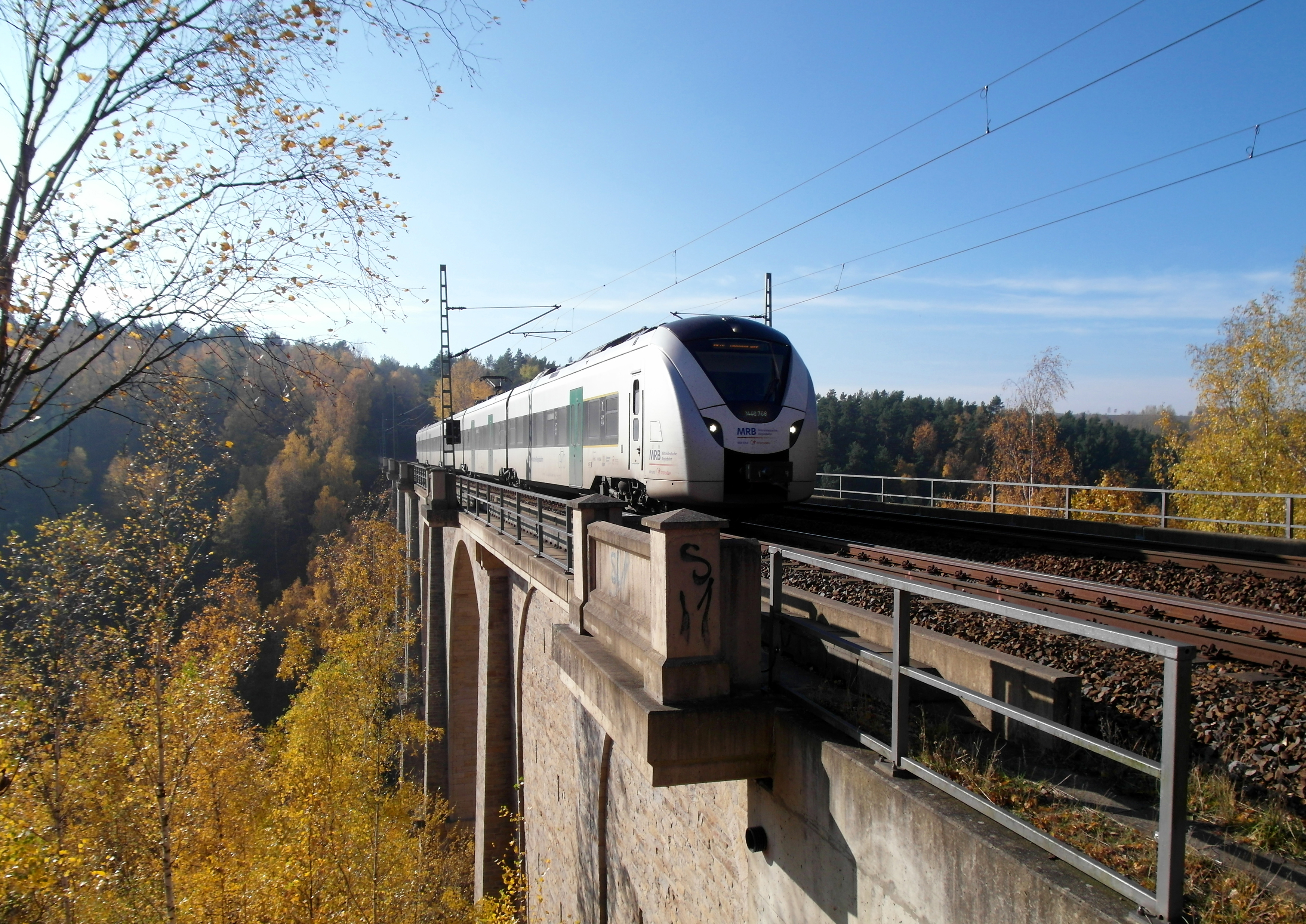
Die auskragende Fahrbahnwanne aus Beton wurde 1997 zur Vergrößerung des Gleisabstandes eingebaut. Ein Regionalexpress der MRB überquert die Brücke in Richtung Dresden (2018)

Der Abschnitt Tharandt–Freiberg der Eisenbahnstrecke Dresden–Abzw Werdau Bogendreieck wurde am 11. August 1862 eröffnet. Die topographischen Gegebenheiten erforderten eine Trassierung mit für eine Hauptbahn relativ engen Gleisradien sowie die Querung mehrerer tief eingeschnittener Flusstäler, insbesondere von Colmnitzbach, Bobritzsch, Freiberger Mulde, Striegis, Flöha und Zschopau. Dies machte den Bau mehrerer Großbrücken notwendig, darunter den des Viadukts über die Freiberger Mulde bei Muldenhütten, der 1860/1861 errichtet wurde. Der Baubeginn war am 7. Mai 1860, am 16. September 1861 wurden die Bogen geschlossen. Ihr Bau kostete 260.356 Taler. 1932 wurde die Bauwerkskrone im Rahmen von Instandsetzungsarbeiten verbreitert.
Im Zusammenhang mit dem Streckenausbau des Abschnitts Niederbobritzsch–Freiberg der Sachsen-Franken-Magistrale wurde der Viadukt im Jahr 1997 umfassend instand gesetzt, wobei auch eine neue Fahrbahnwanne aus Stahlbeton eingebaut wurde.

## Architektur
Es handelt sich um eine Bogenbrücke aus Natursteinmauerwerk mit oben liegender zweigleisiger Fahrbahn. Die Brücke ist etwa 196 m lang, 43 m hoch und 8 m breit. Sie besteht aus acht zum Scheitel hin überwölbten Korbbögen. Davon haben fünf große Bögen eine lichte Weite von je 25,39 m und drei äußere kleine Bögen eine lichte Weite von je 9,06 m. Die Gewölbe wurden aus nach dem Steinschnitt bearbeiteten Sandsteinquadern errichtet. Das Gesims ist am Bogenansatz (Kämpfer) profiliert. Über ihm befinden sich kräftige Lisenen. Der mittlere Bogen ist von zwei Lisenen eingefasst. Über den Lisenen ist die Brüstung massiv, dazwischen besteht sie aus Metallgeländern, die inzwischen erneuert wurden.

## Bedeutung
Neben ihrer verkehrlichen Bedeutung und ihrem Charakter als landschaftsbildprägendes Ingenieurbauwerk ist die Brücke auch ein Zeugnis der Eisenbahngeschichte, namentlich der Streckenerschließung und ist baugeschichtlich von Bedeutung, so dass sie unter den Objektnummern 08991545 (Bobritzsch-Hilbersdorfer Anteil) und 09304644 (Freiberger Anteil) in die Liste der Kulturdenkmale in Sachsen aufgenommen wurde.